# Телероман
Телероман — це франкоканадський варіант мильної опери і теленовели. В Канаді цей жанр появився під впливом кінематографу США. У телеромані зображують життя сім'ї або декількох сімей протягом багатьох років. Деякі західні телеромани виходять в ефір десятиліттями. На таких проектах змінюється не одне покоління сценаристів. Отже таким чином, за характеристиками, телероман ближчий до американської мильної опери.
У самій Франції, жанр телероману відомий під назвою «feuilleton télévisé» (телевізійний фейлетон, серіал).
Телероман є одним з найпопулярніших ТВ-форматів квебекської культури, а також іноді його експортують у Францію.
У самому Квебеку телероман транслюють практично всі провідні телевізійні компанії, включаючи SRC (що транслюється по всій Канаді), а також приватні та кабельні системи, наприклад TVA і TQS. У Франції телесеріали показують телекомпанія TF1 і платний Канал.
Одним з найперших телероманів, які з'явились ще в 50-тих роках, в Квебеку була «Сім'я Плуфф» (фр. La famille Plouffe) (1953 — 1957) за однойменним романом Роже Лемелена 1948 року. З тих пір телероман став невід'ємною частиною канадського телебачення.
Список найвідоміших телероманів:
- Красиві історії пагорбів (Les Belles histoires des pays d'en haut) (1956 — 1970)
- Пориви серця (Le Coeur a ses raisons) (2004 — 2007)
- Дами серця (Les Dames de coeur)
- Діва (Diva)
- Жасмин (Jasmine)
- Постріли і результати (Lance et compte)
- Плуффи (Les Plouffe)
- Вірджинія (Virginie)

У 2003 році телекомпанією TFO показаний перший франко-онтарський телероман «Франкер».
Якщо телероман виходить в прайм-тайм (з 18-00 до півночі), то в тиждень показують 4 серії. Якщо серіал ранковий або денний — 5 серій в тиждень.